# Odontocera tridentifera
Odontocera tridentifera är en skalbaggsart som beskrevs av Pierre Émile Gounelle 1913. Odontocera tridentifera ingår i släktet Odontocera och familjen långhorningar. Inga underarter finns listade i Catalogue of Life.